# São Pedro dos Morrinhos
São Pedro dos Morrinhos é um povoado (aglomerado rural) do município brasileiro de Tambaú, que integra a Região Metropolitana de Ribeirão Preto, no interior do estado de São Paulo.

## História

### Origem
Não existem registros sobre a data correta da criação do povoado de São Pedro dos Morrinhos, mas sabe-se que é um dos bairros mais velhos de Tambaú. No entanto, não era regularizado até pouco tempo atrás.

## Geografia

### Demografia

#### População urbana
| Crescimento população urbana | Crescimento população urbana | Crescimento população urbana | Crescimento população urbana |
| Censo                        | Pop.                         |                              | %±                           |
| ---------------------------- | ---------------------------- | ---------------------------- | ---------------------------- |
| 1991                         | 506                          |                              | —                            |
| 2000                         | 500                          |                              | −1,2%                        |
| 2010                         | 478                          |                              | −4,4%                        |
| Fonte: IBGE e Fundação SEADE |                              |                              |                              |

Até o Censo 2010 (IBGE) São Pedro dos Morrinhos era classificado pelo IBGE como aglomerado rural.

## Serviços públicos

### Saneamento
O serviço de abastecimento de água é feito pela Prefeitura Municipal de Tambaú (DEMAET).

### Energia
A responsável pelo abastecimento de energia elétrica é a Neoenergia Elektro, antiga CESP.

## Religião
O Cristianismo se faz presente no distrito da seguinte forma:

### Igreja Católica
- A igreja faz parte da Diocese de São João da Boa Vista[10].

### Igrejas Evangélicas
- Congregação Cristã no Brasil[11].